# (175166) Adirondack
(175166) Adirondack est un astéroïde de la ceinture principale.

## Description
(175166) Adirondack est un astéroïde de la ceinture principale. Il fut découvert le 3 mars 2005 à Vail-Jarnac par l'observatoire Jarnac. Il présente une orbite caractérisée par un demi-grand axe de 2,55 UA, une excentricité de 0,21 et une inclinaison de 5,7° par rapport à l'écliptique.